# Premio ACE
Il premio ACE, o Latin ACE Award, è un premio dedicato al mondo del cinema, del teatro e della televisione latino-americana. È stato istituito nel 1969 dalla Asociación de Cronistas del Espectáculo de Nueva York (ACE), un'organizzazione no-profit fondata da un gruppo di giornalisti ispanici di New York. Ogni anno nel mese di ottobre viene celebrata la cerimonia di assegnazione. 